# (914) Palisana
(914) Palisana – planetoida z pasa głównego asteroid okrążająca Słońce w ciągu 3 lat i 312 dni w średniej odległości 2,46 au. Została odkryta 4 lipca 1919 roku w Landessternwarte Heidelberg-Königstuhl w Heidelbergu przez Maxa Wolfa. Nazwa została nadana na cześć Johanna Palisy, austriackiego astronoma, odkrywcy 122 asteroid. Przed nadaniem nazwy planetoida nosiła oznaczenie tymczasowe (914) 1919 FN.